# Napylanie w polu magnetycznym
Napylanie w polu magnetycznym – metoda fizycznego osadzania warstw z fazy gazowej (PVD, z ang. physical vapour deposition). Proces polega na nanoszeniu na modyfikowanej powierzchni nośnika filmu zbudowanego z rozpylonych w polu magnetycznym jonów pochodzących z powierzchni materiału źródła.

## Mechanizm

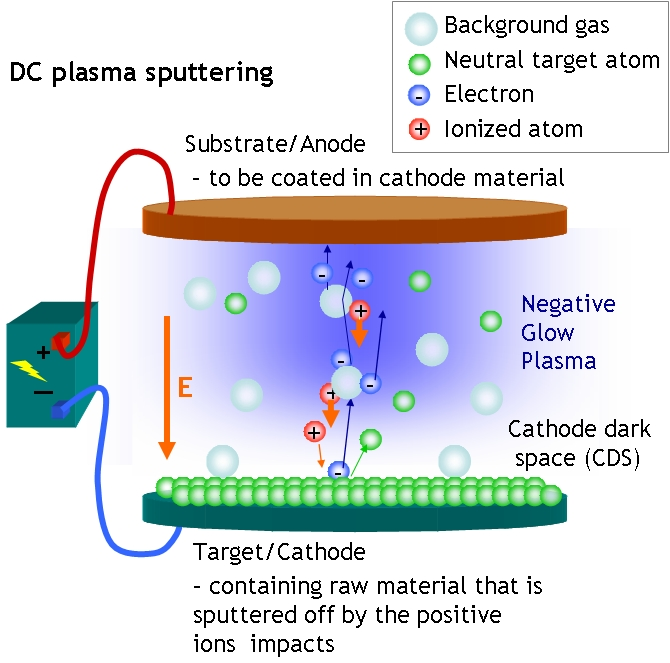
Napylanie w polu magnetycznym

W procesie wykorzystuje się oddziaływanie naładowanych cząstek (jonów oraz elektronów) z polem magnetycznym.
Strumień jonów generowany jest w wyniku bombardowania powierzchni źródła cząstkami zjonizowanego gazu (najczęściej argonu) powstałego w wyniku przyłożenia napięcia pomiędzy powierzchnie nośnika i źródła.

## Zastosowanie
Metoda osadzania warstw w polu magnetycznym stosowana jest głównie w przemyśle materiałów półprzewodnikowych, gdzie wykorzystuje się ją do produkcji cienkich filmów o ściśle kontrolowanym poziomie domieszkowania.
Przemysł optyczny wykorzystuje osadzane cienkie filmy jako powłoki antyrefleksyjne charakteryzujące się znaczną twardością.

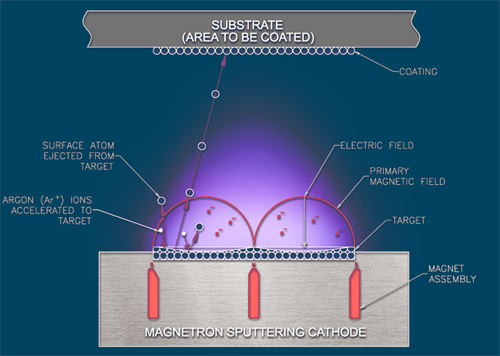
Wpływ pola magnetycznego na ruch cząstek naładowanych w próżni

## Odmiany metod napylania w polu magnetycznym
- Napylanie za pomocą wiązki jonów (ang. ion-beam sputtering)
- Napylanie reaktywne (ang. reactive sputtering)
- Osadzanie jonowe (ang. ion-assisted deposition)
- Wysoko wydajne napylanie plazmowe (ang. high-target-utilization sputtering)
- Napylanie w strumieniu gazu (ang. gas flow sputtering)

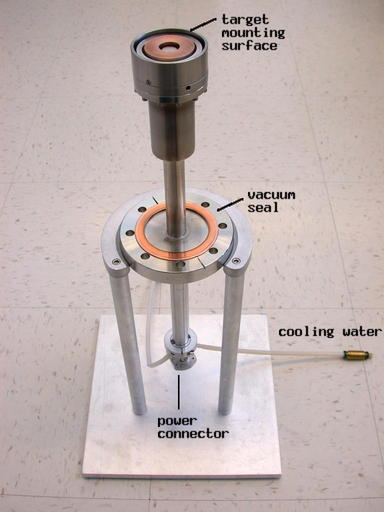
Działo magnetronowe z materiałem źródłowym